# Blizzard Beasts
Blizzard Beasts är det fjärde studioalbumet av det norska black metal-bandet Immortal. Albumet utgavs 1997 av skivbolaget Osmose Productions.

## Låtlista
1. "Intro" (instrumental) – 1:00
2. "Blizzard Beasts" – 2:49
3. "Nebular Ravens Winter" – 4:13
4. "Suns That Sank Below" – 2:47
5. "Battlefields" – 3:40
6. "Mountains of Might" – 6:38
7. "Noctambulant" – 2:22
8. "Winter of The Ages" – 2:33
9. "Frostdemonstorm" – 2:54

- Text: Demonaz Doom Occulta (alla låtar)
- Musik: Demonaz Doom Occulta / Abbath Doom Occulta (spår 2, 4, 5, 9), Abbath Doom Occulta (spår 3, 6–8)

## Medverkande
Musiker (Immortal-medlemmar)
- Abbath Doom Occulta (Olve Eikemo) – sång, basgitarr
- Demonaz Doom Occulta (Harald Nævdal) – gitarr
- Horgh (Reidar Horghagen) – trummor

Produktion
- Henrikke Helland – producent, ljudmix
- J.W.H. (Jannicke Wiese-Hansen) – logo
- Ib Jensen – foto